# Jerudong Park
Jerudong Park est un parc d'attractions situé à Jerudong, Brunei.